# Naloxon

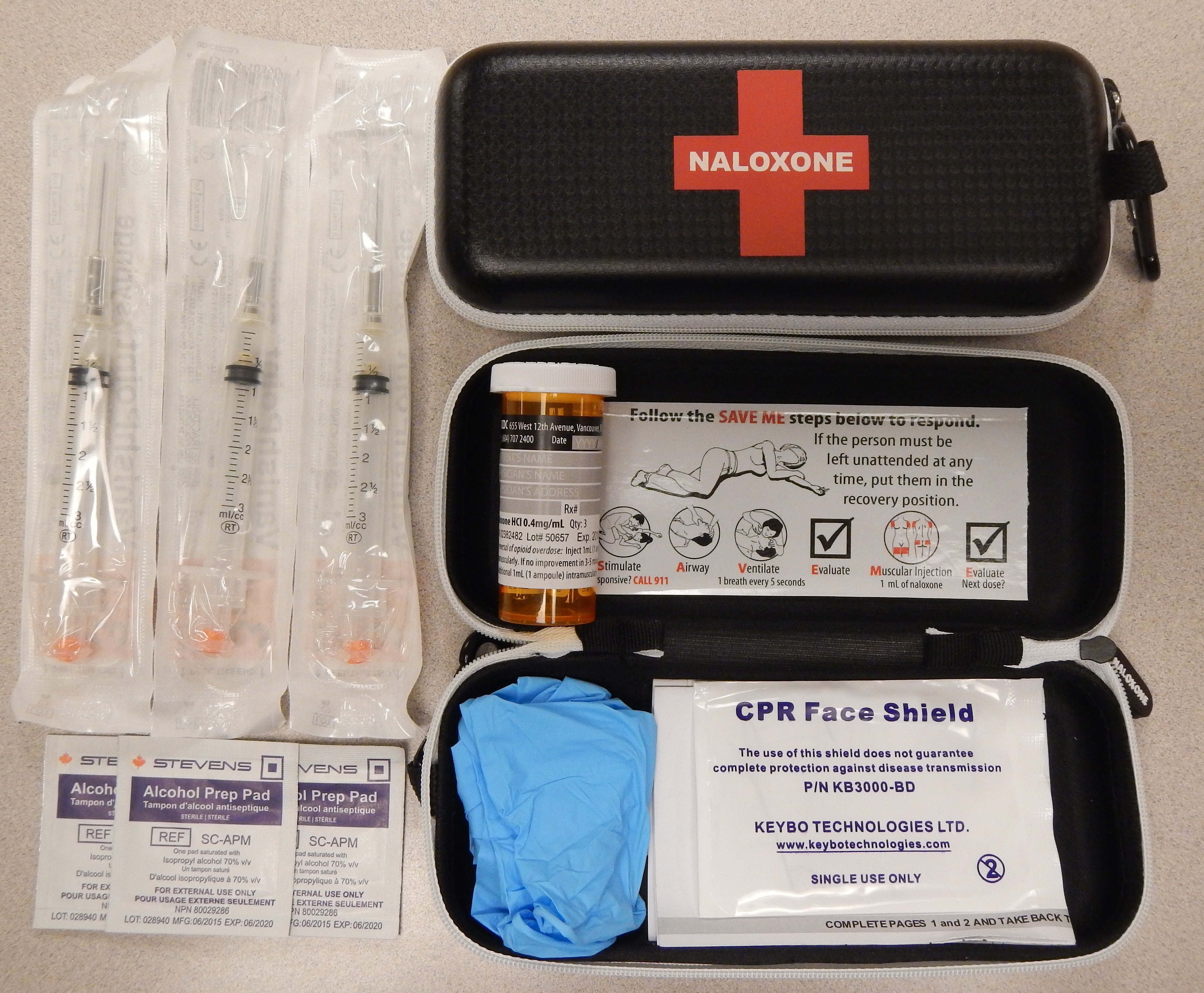
Räddningsväska med naloxon, distribuerad i Kanada

Naloxon, C19H21NO4, är ett motgift mot opioider samt opiater. Det marknadsförs i Sverige främst under namnet Naloxon. Naloxon användes tidigare under namnet Naracanti men sedan 1997 är detta namn avregistrerat för läkemedlet. Medlet används för att häva den nedsatta andningsförmåga som förekommer vid överdosering av opioider och motverkar också opioidinducerad förstoppning.
Naloxon finns också i läkemedlet Suboxone, då i kombination med opioiden buprenorfin. Detta läkemedel används mot opiatberoende, där naloxonet ska försvåra att man injicerar Suboxone, då detta även i vissa fall kan vara skadligt. Biverkningar förekommer dock i samband med intag av naloxon, såsom sömnlöshet och i vissa fall paranoida symptom.  
Substansen finns också i läkemedlet Targiniq tillsammans med opioiden oxikodon – kombinationen marknadsförs av läkemedelsföretaget bakom preparatet med ändamålet att ge patienten nödvändig smärtlindring, samtidigt som opioidinducerad förstoppning därmed motverkas, vilket överensstämmer med den information som finns i FASS om Targiniq.